# 亚洲民主动态调查
亚洲民主动态调查（英語：The Asian Barometer Survey），是一项由中央研究院政治学研究所与国立台湾大学人文社科高等研究院共同主持的大型跨国调查研究项目。该项目利用社会调查方法，长期追踪东亚十三个国家与地区公民政治价值与行为的变迁，以及公民对于政治体制正当性以及治理质量的评价。项目负责人是朱云汉。
亚洲民主动态调查是一个应用型研究项目，它旨在测量全亚洲对政治价值、民主和治理等议题的公众意见。这个区域调查项目的调查组中十三个来自东亚国家和地区（日本、蒙古、南韩、台湾、香港、中华人民共和国、菲律宾、泰国、越南、柬埔寨、新加坡、印度尼西亚和马来西亚），五个来自南亚国家（印度、巴基斯坦、孟加拉国、斯里兰卡和尼泊尔）。
总体上，亚洲民主动态调查包括了亚洲所有主要的政治制度，这些政治制度曾按照不同的政体路径发展，如今正处于不同的转型阶段。在每个国家的研究组的使命是要组织、统筹在普通研究框架下和普通研究方法下的研究，以便使调查能得到亚洲公民在政治、权力、改革和民主等议题上的可靠的微观数据。